# Ascoli Piceno (provins)
Ascoli Piceno är en provins i regionen Marche i Italien. Ascoli Piceno är huvudort i provinsen. Provinsen etablerades 1860 när Kungariket Sardinien annekterade området från Kyrkostaten.

## Administration
Provinsen Ascoli Piceno är indelad i 33 comuni (kommuner). Alla kommuner finns i lista över kommuner i provinsen Ascoli Piceno.